# FC Martigues
Football Club de Martigues – francuski klub piłkarski, mający siedzibę w mieście Martigues, leżącym w regionie Prowansja-Alpy-Lazurowe Wybrzeże.

## Historia
Klub został założony w 1921 roku i przez blisko 50 lat grywał w ligach regionalnych, a w pierwszej połowie lat 70. po raz pierwszy awansował do profesjonalnej Ligue 2. Największym osiągnięciem klubu jest awans do Ligue 1 w 1993 roku. W ekstraklasie francuskiej Martigues występował przez trzy sezony i w 1996 roku powrócił do drugiej ligi. Nieudana próba wywalczenia ponownego awansu zakończyła się spadkiem do trzeciej ligi w 1998 roku. Dwa lata później zespół wrócił na dwa sezony do Ligue 2.
W 2002 roku miał miejsce następny spadek do Championnat National, a w 2003 roku kłopoty finansowe spowodowały karną relegację do CFA, odpowiednika czwartej ligi. W sezonie 2007/2008 klub znów występował na szczeblu trzeciej ligi.
Domowe mecze Martigues rozgrywa na stadionie Stade Francis Turcan (liczy 12.000 widzów), a największym rywalem jest drużyna FC Istres.

## Występy w lidze
| Liga                 | Poziom | Lata                                       |
| -------------------- | ------ | ------------------------------------------ |
| Division 1           | I      | 1993–1996                                  |
| Division 2           | II     | 1971–1972, 1974–1993, 1996–1998, 2000–2002 |
| Division 3           | III    | 1970–1971, 1972–1974                       |
| Championnat National | III    | 1998–2000, 2002–2003, 2006–2008, 2011–2012 |

## Reprezentanci kraju grający w klubie
| - Lakhdar Adjali - Djamel Belmadi - Ali Benarbia - Mahmoud Guendouz - Ali Meçabih - Rodrige Akpakoun - Kabirou Moussoro - / Ľubomír Luhový - Philippe Anziani - Patrick Blondeau - Bernard Bosquier - Éric Cantona - Éric Di Meco - Jean-Marc Ferreri - Rod Fanni - Yves Herbet |  | - Daniel Cousin - Landry Poulangoye - Ibrahima Souaré - Abdoul Salam Sow - Mohamed Sylla - Anto Drobnjak - Jean-Claude Pagal - Salim Mramboini - Franck Matingou - Éric Chelle - Tomasz Frankowski - Sylvain N’Diaye - Henrik Bertilsson - Selim Benachour - Rubén Arocha - Joël Tiéhi |